# Ian Vychatitch
 (août 2025).
Si vous disposez d'ouvrages ou d'articles de référence ou si vous connaissez des sites web de qualité traitant du thème abordé ici, merci de compléter l'article en donnant les références utiles à sa vérifiabilité et en les liant à la section « Notes et références ».
Ian Vychatitch (en russe : Ян Вышатич ; né vers 1016 et mort le 24 juin 1106) est un noble et commandant militaire en Russie (tyssiatsky). Le dernier représentant connu de la dynastie Dobrynia, Ian Vychatitch fut le fils de Vychata et petit-fils d'Ostromir.
Il existe peu de faits connus sur la carrière militaire de Ian. Dans les années 1070, Ian Vychatitch reçu un hommage de Sviatoslav II près de Beloozero. Dans cette ville, il réprimat un soulèvement de smerds.
Il a participé à des campagnes militaires contre les Polovtsy, ainsi qu'à plusieurs guerres intérieures.
Les récits de Ian Vychatitch sur ses campagnes, ainsi que sur celles de ses ancêtres, ont été la principale source de Nestor. Il les a utilisé pour la compilation de sa Chronique des temps passés.

## Source de la traduction
- (en) Cet article est partiellement ou en totalité issu de l’article de Wikipédia en anglais intitulé « Yan Vyshatich » (voir la liste des auteurs).